# Parafia Świętych Kosmy i Damiana w Awinionie
Parafia Świętych Kosmy i Damiana – parafia prawosławna w Awinionie, założona w 1979 przez ks. Stefana (Charalambidesa), obecnego zwierzchnika Estońskiego Apostolskiego Kościoła Prawosławnego. Początkowo była parafią etnicznie grecką i wynajmowała kaplicę katolicką. Obecnie wspólnota posiada samodzielny budynek, który zaadaptowano na cerkiew. Ze względu na mieszany skład narodowościowy wiernych głównym językiem liturgicznym jest francuski, zaś języki: rosyjski, grecki, bułgarski, rumuński, macedoński, arabski i angielski pełnią funkcję języków pomocniczych. 
Przy parafii funkcjonuje Grupa Modlitewna św. Sylwana.